# Nihonio
El nihonio es el nombre para el elemento sintético de la tabla periódica cuyo símbolo es Nh y su número atómico es 113.
Su descubrimiento ha sido adjudicado de forma oficial a los investigadores japoneses del laboratorio Riken, que lograron sintetizar y observar el elemento a finales de 2015, convirtiéndose así en el primer elemento sintético en ser producido en Japón, como resultado de la desintegración del elemento 115 (moscovio). Su nombre proviene de la palabra "Nihon", el término utilizado para designar a Japón en su lengua nativa. Es un elemento radiactivo cuyo isótopo más estable conocido, nihonio-286, tiene una vida media de 20 segundos.
En la tabla periódica, es un elemento transactínido del bloque p, y es miembro del séptimo período dentro del grupo del boro, aunque no se realizó ningún experimento químico que haya confirmado que este se comporte como el homólogo más pesado que el talio dentro de este grupo. Se cree que el nihonio tenga algunas propiedades similares a la de sus homólogos más livianos, es decir, boro, aluminio, galio, indio y talio, aunque también debería mostrar varias diferencias con estos. A diferencia de otros elementos del bloque p, se prevé que muestre algunas características de metales de transición.
Se sabe muy poco sobre el nihonio, ya que sólo se ha fabricado en cantidades muy pequeñas que decaen en segundos. La vida anómalamente larga de algunos nucleidos superpesados, incluidos algunos isótopos del nihonio, se explica por la teoría de la "isla de estabilidad". Los experimentos apoyan la teoría, ya que las vidas medias de los isótopos de nihonio confirmados aumentan de milisegundos a segundos a medida que se añaden neutrones y se aproxima la isla. Se ha calculado que el nihonio tiene propiedades similares a sus homólogos boro, aluminio, galio, indio y talio. Todos, excepto el boro, son metales de postransición, y se espera que el nihonio sea también un metal de postransición. También debería mostrar varias diferencias importantes respecto a ellos; por ejemplo, el nihonio debería ser más estable en el estado de oxidación +1 que en el estado +3, como el talio, pero en el estado +1 el nihonio debería comportarse más como la plata y el astato que el talio. Los experimentos preliminares realizados en 2017 mostraron que el nihonio elemental no es muy volátil; su química permanece en gran medida inexplorada.

## Historia
Su descubrimiento fue reclamado conjuntamente por un equipo de científicos en el Laboratorio Nacional Lawrence Livermore en los Estados Unidos y un grupo de Dubna, Rusia, entre el 2003 y el 2004, así como por los investigadores japoneses en el laboratorio Riken, que lograron sintetizar y observar el elemento, convirtiéndose así en el primer elemento sintético en ser producido en Japón.
La Unión Internacional de Química Pura y Aplicada (IUPAC) denominó temporalmente al elemento como Ununtrium. Este nombre no es más que una identificación sistemática que se le da a los nuevos elementos, siguiendo un procedimiento utilizado por la IUPAC, que identifica los elementos sin nombre por su número atómico: (“ununtri”) significa (“un un tres”), con la terminación (“ium”), un sufijo estándar para los elementos químicos en inglés.
Los investigadores del Centro RIKEN Nishina —Center for Accelerator-based Science, (RNC)—  lograron generar una cadena de seis desintegraciones alfa consecutivas, producidas en los experimentos realizados en la fábrica de radioisótopos RIKEN —Radioisotope Beam Factory (RIBF)—,  identificado de manera concluyente el elemento 113 a través de las desintegraciones a nucleidos hijos bien conocidos. El resultado, publicado en la revista Journal of Physical Society de Japón, fue el primer paso para reclamar los derechos del nombre del elemento 113 para Japón.
El elemento 113 se sintetizó en Japón a finales de 2015.
El logro del descubrimiento del nihonio se ha atribuido oficialmente al RIKEN Nishina Center for Accelerator-Based Science de Japón.

## Denominación
El elemento recibió oficialmente el nombre en inglés de nihonium mediante una comunicación de la IUPAC del 28 de noviembre de 2016, traducido al español como nihonio.
El nombre "nihonium" proviene de la palabra japonesa para «Japón» (日本 Nihon?), en un claro homenaje al país donde ha sido descubierto.
De acuerdo a la nomenclatura de Mendeleyev para elementos innominados y aún no descubiertos, debería haberse denominado eka-talio o dvi-indio. Sin embargo, según las recomendaciones de la IUPAC publicadas en 1979, el elemento se denominó provisionalmente ununtrio (con el símbolo correspondiente Uut), un nombre sistemático del elemento con el que se pudo identificarlo, hasta que el descubrimiento del elemento fue confirmado, recibiendo su nombre oficial definitivo de nihonio. No obstante, estas recomendaciones fueron ignoradas en algunos medios científicos, donde se designaba como elemento 113, con el símbolo (113), o simplemente 113.

## Propiedades predichas
Se han medido muy pocas propiedades del nihonio o de sus compuestos, debido a su producción extremadamente limitada y costosa y al hecho de que decae muy rápidamente. Las propiedades del nihonio siguen siendo en su mayoría desconocidas y sólo se dispone de predicciones.

### Físicas y atómicas

Niveles de energía atómica de los electrones s, p y d más externos del talio y el nihonio

El nihonio es el primer miembro de la serie de elementos 7p y el elemento más pesado del grupo 13 en la tabla periódica, por debajo del boro, el aluminio, el galio, el indio y el talio. Todos los elementos del grupo 13, excepto el boro, son metales, y se espera que el nihonio siga su camino. Se prevé que el nihonio muestre muchas diferencias con sus homólogos más ligeros. La razón principal es la interacción espín-órbita (SO), que es especialmente fuerte para los elementos superpesados, porque sus electrones se mueven mucho más rápido que en los átomos más ligeros, a velocidades cercanas a la velocidad de la luz. En relación con los átomos de nihonium, baja los niveles de energía de los electrones 7s y 7p (estabilizando esos electrones), pero dos de los niveles de energía de los electrones 7p se estabilizan más que los otros cuatro. La estabilización de los electrones 7s se denomina efecto de par inerte, y la separación de la subcapa 7p en las partes más y menos estabilizadas se denomina división de la subcapa. Los químicos computacionales ven la división como un cambio del segundo, número cuántico azimutal l, de 1 a 1/2 y 3/2 para las partes más y menos estabilizadas de la subcapa 7p, respectivamente. Para fines teóricos, la configuración electrónica de valencia se puede representar para reflejar la división de la subcapa 7p como 7s2 7p1/21. Se espera que la primera energía de ionización del nihonio sea 7. 306 eV, la más alta entre los metales del grupo 13. Debería existir una división de subcapas similar para los niveles de electrones 6d, siendo cuatro 6d3/2 y seis 6d5/2. Ambos niveles se elevan para estar cerca en energía a los 7s, lo suficientemente altos como para posiblemente ser químicamente activos. Esto permitiría la posibilidad de compuestos de nihonio exóticos sin análogos del grupo 13 más ligeros.
Las tendencias periódicas predecirían que el nihonio tiene un radio atómico mayor que el del talio debido a que se encuentra un período más abajo en la tabla periódica, pero los cálculos sugieren que el nihonio tiene un radio atómico de alrededor de 170 pm, al igual que el talio, debido a la estabilización y contracción relativista de sus orbitales 7s y 7p1/2. Por lo tanto, se espera que el nihonio sea mucho más denso que el talio, con una densidad prevista de alrededor de 16 a 18 g/cm3 en comparación con los 11,85 g/cm3 del talio. , ya que los átomos de nihonio son más pesados que los átomos de talio pero tienen el mismo volumen, como el talio. Se ha pronosticado que los puntos de fusión y ebullición del nihonio serán de 430 °C y 1100 °C respectivamente, superando los valores del galio, el indio y el talio, siguiendo tendencias periódicas . El nihonio debería tener un módulo volumétrico de 20,8 GPa, aproximadamente la mitad que el talio (43 GPa).

### Química
Se espera que la química del nihonio sea muy diferente a la del talio. Esta diferencia se deriva de la división espín-órbita de la capa 7p, lo que da como resultado que el nihonio se encuentre entre dos elementos de capa cerrada relativamente inertes (copernicio y flerovio), una situación sin precedentes en la tabla periódica.Se espera que el nihonio sea menos reactivo que el talio, debido a la mayor estabilización y la inactividad química resultante de la subcapa 7s en nihonio en comparación con la subcapa 6s en talio. El potencial estándar de electrodo para el par Nh+/Nh se prevé que sea de 0,6 V. El nihonio debería ser un metal noble.
Los elementos del grupo metálico 13 se encuentran típicamente en dos estados de oxidación: +1 y +3. El primero resulta de la participación de un solo electrón p en el enlace, y el último resulta de la participación de los tres electrones de valencia, dos en la subcapa s y uno en la subcapa p. Al descender en el grupo, las energías de los enlaces disminuyen y el estado +3 se vuelve menos estable, ya que la energía liberada al formar dos enlaces adicionales y alcanzar el estado +3 no siempre es suficiente para compensar la energía necesaria para involucrar a los electrones s. Por lo tanto, para el aluminio y el galio +3 es el estado más estable, pero +1 gana importancia para el indio y para el talio se vuelve más estable que el estado +3. Se espera que Nihonium continúe esta tendencia y tenga +1 como su estado de oxidación más estable.